# تپه کارخانه گچ
تپه کارخانه گچ مربوط به دوره اشکانیان است و در شهرستان گیلانغرب، بخش مرکزی، دهستان حومه، جنوب روستای گاومیش چران، ۵۵۰ متری شرق کارخانه گچ واقع شده و این اثر در تاریخ ۱۸ اسفند ۱۳۸۷ با شمارهٔ ثبت ۲۴۸۸۱ به‌عنوان یکی از آثار ملی ایران به ثبت رسیده است.